# Сярґла
Ся́рґла (ест. Särgla küla) — село в Естонії, у волості Пейпсіяере повіту Тартумаа.

## Населення
Чисельність населення на 31 грудня 2011 року становила 34 особи.

## Історія
До 23 жовтня 2017 року село входило до складу волості Вара.